# Бендер гешталт тест
Бендер гешталт тест је тест који се користи у дијагнози одређених психолошких и неуролошких поремећаја. Пошто испитаник прецрта одређене фигуре, а у зависности како то чини, с обзиром на организацију простора, резултати се анализирају. Грешке у организацији простора могу помоћи лоцирању и одређивању врсте поремећаја.